# Magyarpalatkai népzene
A magyarpalatkai népzene a mezőségi zenekincs része. Magyarpalatka az erdélyi Mezőség középső részén található, ma nagyobbrészt románok, valamint magyarok és cigányok lakják. Egykor a belső-mezőségi terület legfoglalkoztatottabb zenészközpontja volt. Ez a táj őrzött meg a legtöbbet az erdélyi reneszánsz és barokk örökségből, s ezt fejlesztve alakította ki a sajátos újabb erdélyi tánc- és zenei stílust. A későbbi magyarországi új stílus és más idegen, polgári hatások ide csak későn jutottak el. A magyar, román, cigány és szász kultúra kölcsönhatása itt fokozta a legmagasabbra az erdélyi tánc- és zenekincs gazdagságát.

## A magyarpalatkai muzsikusok
A zenészek mindegyike református cigány, a kottát egyikük sem ismeri. A palatkai zenész cigányok az ún. erdélyi magyar cigányokhoz tartoznak. Magyarul már nem beszélnek, de református vallásúak. Az 1950-es évek első felében egyidejűleg öt bandát tudtak kiállítani. Az 1990-es évek elején kb. húszan muzsikáltak aktívan, ebből két-három banda telt ki, felállásuk folyamatosan változott. Mivel ugyanazt a zenei nyelvet beszélték, a tagok felcserélése nem jelentett problémát. Alapvetően mindannyian rokonságban állnak egymással, de három zenészcsalád különíthető el: a Kodoba, a Mácsingó és a Radák család, számos leszármazottai. A muzsikusok emlékezetében ma is élő legidősebb prímás a Kodoba-Mácsingó család közös nagyapja, az 1880 körül született „Öreg” Kodoba Lajos. Felesége Mácsingó Mária. Nyolc gyerek közül öten lettek muzsikusok:
1. Mácsingó György „Gyurka” (1903-1961) – prímás, a Mácsingók mind az ő leszármazottai.
2. Kodoba Lajos „Luika” (1907-1973) – prímás, felesége Mezei Erzsébet.
3. Kodoba Ignác „Öreg Náci” (1910-1976) – a II. világháború utáni idők legkiemelkedőbb prímása, aki cimbalmozni is tudott. Élete utolsó éveiben Kodoba Mártont is maga mellé vette a zenekarba. Kontrása Moldován Emerik volt, bőgőse pedig „Ica bácsi”.
4. Kodoba Sándor „Puju” (1922-1959) – prímás
5. Kodoba Károly „Ica bácsi” (1924-2000) – a család legifjabb tagja, aki több zenészgenerációt végigmuzsikált. Magyarpalatkán az egyik legkiválóbb bőgős volt.
Öreg Kodoba Lajos gyerekei közül a zenészség helyett a kovács mesterséget választotta Kodoba Márton (1913-1968). Az ő fia Kovács Márton „Puki”, aki az egyik legfontosabb adatközlő napjainkban.
1964-es felállás: Kozák Zsiga – prímás, Kodoba Béla és Radák Mihály – kontrások, Kovács Márton – bőgős
1960-as évek végén, 1970-es évek elején: Kodoba Ignác – prímás, Kodoba Márton vagy Béla – prímás, Moldován Emerik és Radák Mihály – kontrások, Kodoba Károly vagy kerekes György – bőgős
1984-85: Kodoba Márton, Kodoba Béla – prímások, Radák Mihály, Kodoba Lajos – kontrások, Kovács Márton – bőgős
1989-1990: Kodoba Márton, Kodoba Béla – prímások, Radák Mihály, Moldován Stefán – kontrások, Kodoba Károly – bőgős
1990-91: Kodoba Márton, Kodoba Béla – prímások, Moldován Stefán, Kodoba Lajos – kontrások, Mácsingó Károly – bőgős

## Játéktechnika
A XX. században itt élt több tucat zenészből számos banda alakult, akik kiválóan ismerték a mezőségi magyarok, románok és cigányok repertoárját. Palatkán kívül a környező falvakba is rendszeresen hívták őket: Visa, Báré, Mezőkeszü, Vajdakamarás, Mócs, Mezőgyéres, Kötelend. A magyarpalatkai banda öt főből áll: két hegedűs, két kontrás és egy nagybőgős. A hegedű a klasszikus hegedűvel megegyező hangolású, a kontrához az Erdélyben sok vidéken használatos egyenes pallójú háromhúros brácsát használják. A zenészek elmondása szerint az 50-es években még csak hárman muzsikáltak együtt: hegedűs, egy kontrás és egy bőgős, csak a 60-as évektől lett általános az ötfős felállás.

## Publikált hangfelvételek
- Mezőségi magyar népzene – Magyarpalatka (szerk. Éri Péter, Kelemen László)
- Báré-Magyarpalatka – Új Pátria 3. (Az Utolsó Óra gyűjteményből)
- Észak-mezőségi magyar népzene – Visa (Kallós Archívum sorozat)
- Mezőségi magyar népzene – Mezőkeszü (Kallós Archívum sorozat)
- Magyarpalatkai banda – Esküvő Mezőkeszüben (Fekete Antal gyűjtéseiből 1.)
- Magyarpalatkai banda – Esküvő Magyarpaaltkán 1984-ben (Fekete Antal gyűjtéseiből 3.) FECD 021, FolkEurópa Kiadó, 2006